# Do or Die (album de Tim Dog)
Pour les articles homonymes, voir Do or Die.
Albums de Tim Dog
Penicillin on Wax
(1991) Big Time
(1996)
Singles
1. I Get Wrecked
Sortie : 1993

Do or Die est le deuxième album studio de Tim Dog, sorti le 20 avril 1993.
L'album s'est classé 53e au Top R&B/Hip-Hop Albums.

## Liste des titres
Toutes les chansons sont écrites et composées par Tim Dog, sauf mention contraire.
| No  | Titre                                | Auteur                                          | Contient un (des) sample(s) de | Durée |
| --- | ------------------------------------ | ----------------------------------------------- | --- | ----- |
| 1.  | Don't Give a Fuck                    |                                                 | | 4:26  |
| 2.  | Grab Your Gat                        |                                                 | | 4:20  |
| 3.  | I Get Wrecked (featuring KRS-One)    | Lawrence Parker, Trevor Randolph, Maurice Smith | The Name Game de Shirley Ellis Spinning Wheel de Wade Marcus Pot Belly de Lou Donaldson Rapper's Delight du Sugarhill Gang Think (About It) de Lyn Collins Go Stetsa I de Stetsasonic (1986) | 5:23  |
| 4.  | Timberlands                          |                                                 | Pot Belly de Lou Donaldson Action d'Orange Krush 2001 du Cecil Holmes Soulful Sounds | 4:23  |
| 5.  | If I Was a Cop                       |                                                 | Hand on the Pump de Cypress Hill Give It Up or Turnit a Loose (Remix) de James Brown Funky Drummer de James Brown                                                                            | 3:45  |
| 6.  | Hardcore                             |                                                 | Up and at It de Wes Montgomery Dog's Gonna Getcha de Tim Dog Lost at Birth de Public Enemy                                                                                                   | 3:28  |
| 7.  | Game                                 |                                                 | | 4:53  |
| 8.  | Skip to My Loot (featuring Smooth B) |                                                 | The Bird de Jimmy McGriff Funky Worm des Ohio Players It's a New Day des Skull Snaps | 4:24  |
| 9.  | Silly Bitch                          |                                                 | Belly Button Window de Jimi Hendrix | 3:47  |
| 10. | Mad Dog                              |                                                 | My Lovin' (You're Never Gonna Get It) d'En Vogue Impressions de McCoy Tyner It's My Thing de Marva Whitney Synthetic Substitution de Melvin Bliss (1973)                                     | 4:31  |
| 11. | Make Room                            |                                                 | It's a New Day des Skull Snaps Say It Loud, I'm Black and I'm Proud de James Brown | 2:40  |
| 12. | Breakin' North                       |                                                 | The Meaning of the Name de Gang Starr Bring the Noise de Public Enemy | 4:06  |